# Faune endémique de l'Éthiopie
Pour un article plus général, voir Faune et flore de l'Éthiopie.
Cet article présente une liste des espèces animales endémiques de l'Éthiopie.

## Mammifères
| Ordre         | Espèce                                                         | Image                        | Habitat                                  | Distribution                 | Altitude                     | Statut UICN                  |
| ------------- | -------------------------------------------------------------- | ---------------------------- | ---------------------------------------- | ---------------------------- | ---------------------------- | ---------------------------- |
| Primates      | Chlorocebus djamdjamensis (en) – Cercopithèque du Balé         |                              | Forêt de montagne                        | Est                          | 1 900–3 000 m                | lien                         |
| Primates      | Theropithecus gelada – Gélada                                  |                              | Végétation afroalpine                    | Ouest                        | 2 350–4 600 m                | lien                         |
| Carnivores    | Canis simensis – Loup d'Abyssinie                              |                              | Végétation afroalpine                    | Est et ouest                 | 3 000–4 100 m                | lien                         |
| Artiodactyles | Capra walie – Bouquetin d'Éthiopie                             |                              | Végétation afroalpine                    | Ouest                        | 2 600–3 900 m                | lien                         |
| Artiodactyles | Tragelaphus buxtoni – Nyale des montagnes                      |                              | Forêt de montagne, végétation afroalpine | Est                          | 1 800–3 800 m                | lien                         |
| Chiroptères   | Myotis scotti (en) – Murin de Scott                            |                              | Forêt de montagne                        | Est et ouest                 | 1 300–2 500 m                | lien                         |
| Chiroptères   | Plecotus balensis – Oreillard d'Éthiopie                       |                              | Forêt de montagne                        | Est et ouest                 | 1 950–3 300 m                | lien                         |
| Chiroptères   | Scotophilus ejetai (en)                                        |                              | Forêt de montagne, végétation afroalpine | Est                          | 1 390–2 100 m                | lien                         |
| Lagomorphes   | Lepus starcki – Lièvre des hauts plateaux d'Éthiopie           |                              | Végétation afroalpine                    | Est et ouest                 | 2 140–4 380 m                | lien                         |
| Eulipotyphles | Genre Crocidura : 10 espèces                                   | Genre Crocidura : 10 espèces | Genre Crocidura : 10 espèces             | Genre Crocidura : 10 espèces | Genre Crocidura : 10 espèces | Genre Crocidura : 10 espèces |
| Rongeurs      | Tachyoryctes macrocephalus – Rat-taupe géant d'Éthiopie        |                              | Végétation afroalpine                    | Est et ouest                 | 3 000–4 150 m                | lien                         |
| Rongeurs      | Dendromus lovati (en) – Souris arboricole de Lovat             |                              | Végétation afroalpine                    | Est et ouest                 | 2 500–3 550 m                | lien                         |
| Rongeurs      | Megadendromus nikolausi – Souris des montagnes Balé            |                              | Végétation afroalpine                    | Est                          | 3 000–3 300 m                | lien                         |
| Rongeurs      | Arvicanthis abyssinicus (en) – Rat roussard d'Abyssinie        |                              | Végétation afroalpine                    | Est et ouest                 | 1 300–3 800 m                | lien                         |
| Rongeurs      | Arvicanthis blicki (en) – Rat roussard d'Éthiopie              |                              | Végétation afroalpine                    | Est                          | 2 750–4 100 m                | lien                         |
| Rongeurs      | Dasymys griseifrons                                            |                              | Intrazonal                               | Ouest                        | 1 800–1 900 m                | (NE)                         |
| Rongeurs      | Grammomys minnae (en) – Souris sylvestre d'Éthiopie            |                              | Forêt de montagne                        | Est et ouest                 | 1 400–1 800 m                | lien                         |
| Rongeurs      | Mastomys awashensis (en) – Souris à mamelles multiples d'Awash |                              | Savane                                   |                              | 950–1 650 m                  | lien                         |
| Rongeurs      | Mylomys rex (en) – Souris d'Éthiopie                           |                              | Forêt de montagne                        | Ouest                        | 1 800 m                      | lien                         |
| Rongeurs      | Nilopegamys plumbeus – Rat aquatique d'Éthiopie                |                              | Intrazonal                               | Ouest                        | 2 600 m                      | lien                         |
| Rongeurs      | Genre Desmomys (endémique) : 2 espèces                         |                              |                                          |                              |                              |                              |
| Rongeurs      | Genre Lophuromys : 9 espèces                                   |                              |                                          |                              |                              |                              |
| Rongeurs      | Sous-genre Mus (Nannomys) : 4 espèces                          |                              |                                          |                              |                              |                              |
| Rongeurs      | Genre Otomys : 6 espèces                                       |                              |                                          |                              |                              |                              |
| Rongeurs      | Genre Stenocephalemys (endémique) : 5 espèces                  |                              |                                          |                              |                              |                              |

## Oiseaux
| Ordre            | Espèce                                             | Image | Habitat                               | Altitude            | Statut UICN |
| ---------------- | -------------------------------------------------- | ----- | ------------------------------------- | ------------------- | ----------- |
| Galliformes      | Francolin de Harwood – Francolinus harwoodi        |       | Habitat ouvert sur les hauts plateaux | 2 000-2 500 m       | lien        |
| Anseriformes     | Cyanoie à ailes bleues – Cyanochen cyanoptera      |       | Lac d'eau douce, marais, cours d'eau  | À partir de 2 100 m | lien        |
| Charadriiformes  | Vanneau d'Abyssinie – Vanellus melanocephalus      |       | Habitat ouvert sur les hauts plateaux | 1 800-4 100 m       | lien        |
| Psittaciformes   | Perroquet à face jaune – Poicephalus flavifrons    |       | Forêt et forêt claire                 | 600-3 800 m         | lien        |
| Musophagiformes  | Touraco de Ruspoli – Tauraco ruspolii              |       | Forêt et forêt claire                 | 1 300-1 900 m       | lien        |
| Caprimulgiformes | Engoulevent du Nechisar – Caprimulgus solala       |       | Savane ouverte                        | 1 200-1 400 m       | lien        |
| Passeriformes    | Corbin de Stresemann – Zavattariornis stresemanni  |       | Savane ouverte                        | 1 500-2 000 m       | lien        |
| Passeriformes    | Hirondelle à queue blanche – Hirundo megaensis     |       | Savane ouverte                        | 1 000-1 700 m       | lien        |
| Passeriformes    | Parophasme de Galinier – Sylvia galinieri          |       | Forêt                                 | 2 400-3 000 m       | lien        |
| Passeriformes    | Beaumarquet à bec rouge – Pytilia lineata          |       |                                       |                     | lien        |
| Passeriformes    | Sentinelle d'Abyssinie (en) – Macronyx flavicollis |       | Habitats ouverts                      | 1 200-4 100 m       | lien        |
| Passeriformes    | Serin à tête noire – Serinus nigriceps             |       | Habitats ouverts                      | 1 800-4 200 m       | lien        |
| Passeriformes    | Serin à gorge jaune – Crithagra flavigula          |       | Savane ouverte                        | 1 400-1 500 m       | lien        |
| Passeriformes    | Serin de Salvadori – Crithagra xantholaema         |       | Habitats ouverts et rocheux           | 1 500-1 700 m       | lien        |
| Passeriformes    | Serin d'Ankober – Crithagra ankoberensis           |       | Habitats rocheux                      | 2 800-4 000 m       | lien        |

## Reptiles
| Infra-ordre    | Espèce                    | Image | Habitat                           | Altitude      | Statut UICN |
| -------------- | ------------------------- | ----- | --------------------------------- | ------------- | ----------- |
| Iguania        | Trioceros balebicornutus  |       | Forêt                             | 1 500-2 400 m | lien        |
| Iguania        | Trioceros affinis         |       | Forêt, formation buissonnante     | 1 900-3 100 m | lien        |
| Iguania        | Trioceros harennae        |       | Forêt, formation buissonnante     | 2 400-3 300 m | lien        |
| Iguania        | Agama lucyae              |       | Formation buissonnante            |               | lien        |
| Iguania        | Xenagama zonura           |       | Formation herbeuse                | 2 000-2 500 m | lien        |
| Scincomorpha   | Cordylus rivae            |       | Savane                            | 1 250 m       | lien        |
| Scincomorpha   | Panaspis tancredi         |       |                                   |               | lien        |
| Gekkota        | Hemidactylus ophiolepis   |       | Savane                            | 800-900 m     | lien        |
| Gekkota        | Hemidactylus jubensis     |       |                                   |               | lien        |
| Alethinophidia | Bitis parviocula          |       | Forêt, formation herbeuse         | 1 700-2 800 m | lien        |
| Alethinophidia | Lamprophis abyssinicus    |       | Forêt, formation herbeuse         | 1 500-2 300 m | lien        |
| Alethinophidia | Lamprophis erlangeri      |       | Forêt, formation herbeuse         | 800-2 800 m   | lien        |
| Alethinophidia | Platyceps somalicus       |       | Savane                            | 1 500 m       | lien        |
| Alethinophidia | Pseudoboodon sandfordorum |       | Savane, formation herbeuse        | 1 800-2 400 m | lien        |
| Alethinophidia | Pseudoboodon boehmei      |       | Forêt, formation herbeuse         | 800-2 150 m   | lien        |
| Scolecophidia  | Letheobia somalica        |       | Forêt, savane, formation herbeuse | 1 800-2 200 m | lien        |
| Scolecophidia  | Letheobia largeni         |       | Formation herbeuse                | 500 m         | lien        |